# 鼻息肉
鼻瘜肉（英文又稱Nasal Polyp, NP，中文又稱鼻肉芽腫）是在鼻子或鼻竇裡生長的肉芽腫，大多是未癌化的良性組織。症狀包括呼吸困難、嗅覺喪失、味覺變差、鼻涕倒流以及流鼻涕。 一般的鼻瘜肉外觀大多呈現袋狀、無痛的突起肉芽。 一般而言患者的雙側鼻孔都會同時有鼻瘜肉。 有時候也可能同時發生臉部的疼痛，或是導致鼻竇炎。
鼻瘜肉的成因至今不明。 罹患過敏、纖維性囊種、對阿斯匹靈過敏以及其他感染症的患者，較容易罹患。鼻瘜肉是鼻黏膜的過度生長。藉由鼻腔的視診與電腦斷層檢查能夠協助診斷。
治療鼻瘜肉的方式有許多，一般像是使用含有類固醇的鼻噴劑。 如果治療成效不佳，應該考慮進行鼻瘜肉切除手術。 即便在切除之後，鼻瘜肉還是有可能會復發。抗組織胺可能有助於緩解症狀，但對於治療疾病並沒有幫助。 如果沒有感染的狀況，並不需要例行給予抗生素。 全球大約有百分之四的人正受到鼻瘜肉的困擾，有將近40%的人，一生中都有機會會長出鼻瘜肉。 大多數的患者在20歲之後發現鼻瘜肉，而且男性患者比女性患者數量較多。

## 治疗
目前的办法，包括利用電燒灼（Electric Cauterization）手術縮小之或是內視鏡（Endoscopy）手術切除之合併鼻中膈彎曲校正并且给予病因治疗。对患有严重全身性疾病者，手术应慎重或延缓。鼻内窥镜技术使术后复发率大大降低。对初期的病变（初期，不嚴重的鼻息肉）也可以酌情考虑激素藥物噴劑。

### 术后維護
手術傷口恢復後的健康維護（Maintenance）可以考虑口服藥物合併鼻噴劑治療。